# Медівка
Ме́дівка — село в Україні, у Оратівській селищній громаді Вінницького району Вінницької області. Населення становить 654 особи.

## Географія
У селі річка Безіменна впадає у річку Жидь, праву притоку Роськи.

## Історія
Станом на 1885 рік у колишньому власницькому селі Великоростівської волості Липовецького повіту Київської губернії мешкало 1000 осіб, налічувалось 140 дворових господарств, існували православна церква, школа, постоялий будинок та 2 водяних млини.
За переписом 1897 року кількість мешканців зросла до 1636 осіб (811 чоловічої статі та 825 — жіночої), з яких 1576 — православної віри.
12 червня 2020 року, відповідно розпорядження Кабінету Міністрів України № 707-р «Про визначення адміністративних центрів та затвердження територій територіальних громад Вінницької області», село увійшло до складу Оратівської селищної громади.
19 липня 2020 року, в результаті адміністративно-територіальної реформи та ліквідації Оратівського району, село увійшло до складу Вінницького району.

## Населення

### Мова
Розподіл населення за рідною мовою за даними перепису 2001 року:
| Мова       | Кількість | Відсоток |
| ---------- | --------- | -------- |
| українська | 697       | 99.01%   |
| російська  | 6         | 0.85%    |
| румунська  | 1         | 0.14%    |
| Усього     | 704       | 100%     |

## Пам'ятки
У селі на приватному подвір'ї по вул. Агрономічній знаходиться Криниця Ґонти — гідрологічна пам'ятка місцевого значення.

## Видатні уродженці
- Стафійчук Іван Йосипович — український радянський діяч.